# Shadow Dancer
Shadow Dancer (シャドー・ダンサー?) è un videogioco d'azione a scorrimento orizzontale pubblicato dalla SEGA per arcade nel 1989. Il videogioco è un sequel di Shinobi. Nel 1991 la SEGA pubblicò la conversione per Sega Master System e la U.S. Gold per i computer Amiga, Atari ST, Amstrad CPC, Commodore 64 e ZX Spectrum.
Sempre nel 1991 uscì una versione per Mega Drive, molto differente e intitolata Shadow Dancer: The Secret of Shinobi (シャドー・ダンサー ザ・シークレット・オブ・シノビ?).

## Trama
Un agente ninja è chiamato a sventare il piano di un'organizzazione criminale che ha seminato diverse bombe a tempo in una città giapponese. A tale scopo si fa aiutare dal suo fedele cane. 

## Modalità di gioco
Il gioco consiste in quattro round, il primo dei quali è composto da tre livelli e i restanti tre round composti da quattro livelli ciascuno, per un totale di quindici livelli. I primissimi livelli di ogni round prevedono che il giocatore raccolga le bombe che sono sorvegliate dai terroristi. Per poter completare questi livelli, è necessario che il giocatore raccolga tutte le bombe e raggiunga l'uscita. A quel punto il giocatore si confronterà con un boss. Fra un round e l'altro il giocatore avrà modo di partecipare ad alcuni round bonus in cui l'obiettivo è colpire i ninja che discendono dai palazzi per assalire il giocatore.
I controlli del personaggio giocabile sono identici a quelli di Shinobi: l'eroe può sparare shuriken, saltare da un livello più alto a uno più basso, camminare a carponi e utilizzare le arti marziali. Come nell'originale Shinobi, gli attacchi del personaggio principale diventano sempre più potenti man mano che avanza nei livelli. Il giocatore è dotato anche qui di un numero limitato di "magie ninja" che dopo una breve animazione eliminano tutti i nemici presenti sullo schermo, o infliggono un grave danno al boss di fine livello. La principale aggiunta alla meccanica del gioco è la presenza del cane che accompagna il protagonista ovunque egli vada. Esso può attaccare i nemici prima che questi si avvicinino al protagonista, rendendoli quindi vulnerabili. Tuttavia il cane può essere ferito dai nemici, rimanendo in vita ma non più in grado di aiutare il padrone per un certo periodo.